# المحطة الحرارية (زيزون)
المحطة الحرارية أو محطة توليد الطاقة الكهربائية في زيزون هي محطة توليد طاقة كهربائية تقع الشركة بالقرب من جسر الشغور في ادلب، وهي إحدى المحطات المسؤولة عن تزويد البلاد بالطاقة الكهربائية.

## مكونات المحطة ومواصفاتها
تتألف المحطة من ثلاث مجموعات توليد غازية مع كامل ملحقاتها, استطاعة كل مجموعة 128 ميغا وات
وتعمل هذه العنفات على الوقود السائل (فيول- مازوت) بالإضافة إلى الغاز.
قدمت الشركة فرص عمل لأكثر من 252 عاملاً وتم تسكين  92 عائلة من عائلات العاملين في الشقق السكنية المقامة لهذه الغاية, وتوجد في الشركة دار حضانة لأطفال العاملات.
ويستفيد العمال من النقل المجاني واللباس والغذاء والعلاج و الحوافز الإنتاجية والمكافآت التشجيعية ودورات التأهيل الدورية.
طبعا هذه  المحطة خارجة عن الخدمة حاليا منذ قام نظام الاسد بقصفها وتعطيلها بعد استيلاء فصائل الجيش الحر عليها